# Route 117 (Nouveau-Brunswick)
Pour les articles homonymes, voir Route 117.
La route 117 est une route secondaire du Nouveau-Brunswick, située dans l'est de la province, longue de 114 km (71 mi). Elle fait partie de la Route du littoral acadien et dessert certains des villes et villages acadiens du Nouveau-Brunswick.

## Description du tracé

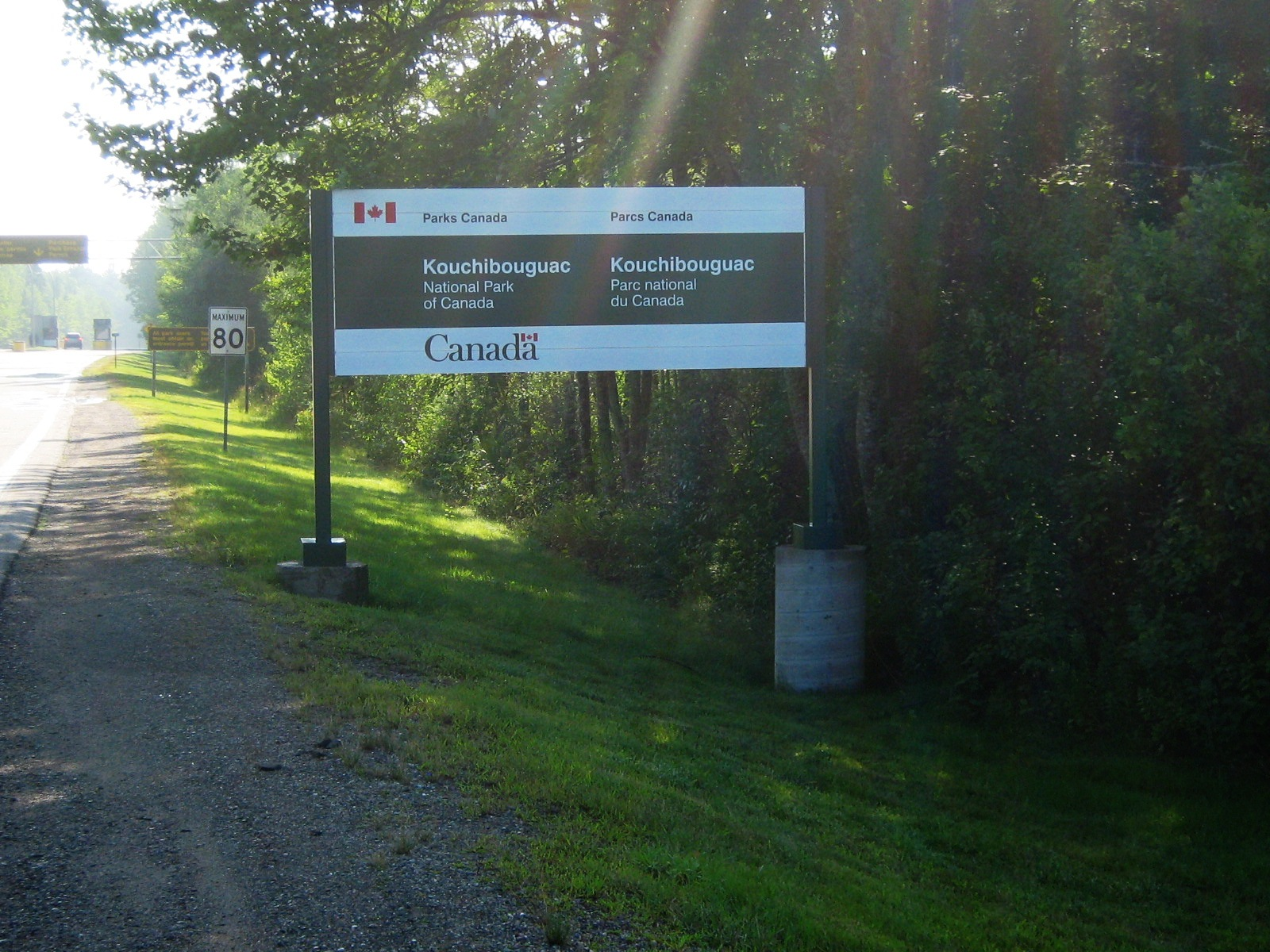
L'entrée dans le parc national de Kouchibouguac.

La route 117 débute à la jonction avec la route 11 au nord de Saint-Louis-de-Kent. Elle croise un peu plus loin la route 134 avant d'entrer dans le Parc national de Kouchibouguac. Plus au nord, elle passe à travers le village de Pointe-Sapin puis Escuminac. Elle se dirige ensuite vers l'ouest, traversant Baie-Sainte-Anne avant d'entrer à Miramichi, où elle croise la route 11 et la route 8,avec laquelle elle forme un multiplex sur le reste de son parcours, en contournant Miramichi. La route 117 prend fin à l'échangeur entre la route 8 et la Route King George après avoir traversé la rivière Miramichi. 

## Histoire
La route 117 fut créée en 1965 en tant qu'une partie des anciennes routes 12 (entre Nelson et Chatham) et 37 (entre Chatham et Bay du Vin). Le Chatham Bypass et le pont Miramichi ont été complétés en 1997, créant un connecteur à accès limité entre Newcastle et Chatham dans la ville de Miramichi. 

## Intersections majeures
| Comté                                         | Ville               | km     | Destinations                                                                      | Notes                                                                         |
| --------------------------------------------- | ------------------- | ------ | --------------------------------------------------------------------------------- | ----------------------------------------------------------------------------- |
| Kent                                          | Saint-Louis-de-Kent | 0,00   | NB-11 – Miramichi, Moncton NB-480 ouest – Acadieville, Rogersville                | La NB-117 sud devient la NB-480 ouest; sortie 75 de la NB-11                  |
| Kent                                          | Saint-Louis-de-Kent | 1,30   | NB-134 – Miramichi, Moncton                                                       |                                                                               |
| Kent                                          | Saint-Louis-de-Kent | 1,30   | Entrée sud du Parc national de Kouchibouguac                                      |                                                                               |
| Kent                                          | Pointe-Sapin        | 25,00  | Entrée nord du Parc national de Kouchibouguac                                     | Entrée nord du Parc national de Kouchibouguac                                 |
| Northumberland                                | Miramichi           | 104,30 | NB-8 nord / NB-11 – Bathurst, Tracadie, Moncton                                   | Terminus sud du multiplex avec la NB-8; sortie 119 de la NB-8 / NB-11         |
| Northumberland                                | Miramichi           | 112,20 | NB-126 sud – Rogersville                                                          | Carrefour giratoire; terminus nord de la NB-126                               |
| Northumberland                                | Miramichi           | 112,60 | Traverse la rivière Miramichi                                                     | Traverse la rivière Miramichi                                                 |
| Northumberland                                | Miramichi           | 114,30 | NB-8 sud / NB-430 nord / Route King George / Rue Pleasant – Fredericton, Wayerton | Terminus nord du multiplex avec la NB-8; terminus sud de la NB-430; échangeur |
| - Terminus de multiplex - Transition de route |                     |        |                                                                                   |                                                                               |